# アシュボロ (ノースカロライナ州)
アシュボロ（英: Asheboro）は、アメリカ合衆国ノースカロライナ州の都市。ランドルフ郡の郡庁所在地である。人口は2万7156人（2020年）。州が所有するノースカロライナ州動物園がある。

## 歴史
アシュボロ市内のアメリカ合衆国国家歴史登録財としては、アクメ・マクラリー靴下工場、アシュボロ靴下工場とクランフォード家具会社複合施設、セントラル・スクール、ウィルソン・キンドリー農園とキンドリー鉱山、ルイス・ソーンバーグ農園、マウントシェパード陶器工場跡、ランドルフ郡庁舎、サンセット劇場、セイヤー農園跡がある。

## 地理
アシュボロ市は北緯35度42分55秒 西経79度48分47秒 / 北緯35.71528度 西経79.81306度 (35.715211, -79.813001)に位置している。
アメリカ合衆国国勢調査局に拠れば、市域全面積は15.4平方マイル (40 km2)であり、このうち陸地15.3平方マイル (40 km2)、水域は0.1平方マイル (0.26 km2)で水域率は0.58%である。アシュボロはノースカロライナ州の地理的中心にあることで知られている。穏やかにうねる州中央部のピードモント台地にあるが、アパラチア山脈からは東に離れており、市と周辺地域は丘だらけである。浸食によって高い丘のみが残った古代の一連の尾根や残丘であるユーフワリー山地の中にある。このために実際よりも山がちに見られることになる。

## 人口動態
以下は2000年の国勢調査による人口統計データである。
| 基礎データ - 人口: 21,672 人 - 世帯数: 8,756 世帯 - 家族数: 5,516 家族 - 人口密度: 545.5人/km2（1,412.5 人/mi2） - 住居数: 9,515 軒 - 住居密度: 239.5軒/km2（620.1 軒/mi2） 人種別人口構成 - 白人: 69.45% - アフリカン・アメリカン: 12.08% - ネイティブ・アメリカン: 0.51% - アジア人: 1.39% - 太平洋諸島系: 0.01% - その他の人種: 7.72% - 混血: 1.80% - ヒスパニック・ラテン系: 30.9% | 年齢別人口構成 - 18歳未満: 24.1% - 18-24歳: 10.5% - 25-44歳: 30.7% - 45-64歳: 19.6% - 65歳以上: 15.1% - 年齢の中央値: 34歳 - 性比（女性100人あたり男性の人口） - 総人口: 95.8 - 18歳以上: 93.1 世帯と家族（対世帯数） - 18歳未満の子供がいる: 30.2% - 結婚・同居している夫婦: 45.9% - 未婚・離婚・死別女性が世帯主: 12.5% - 非家族世帯: 37.0% - 単身世帯: 31.6% - 65歳以上の老人1人暮らし: 12.8% - 平均構成人数 - 世帯: 2.40人 - 家族: 3.01人 | 収入と家計 - 収入の中央値 - 世帯: 31,676米ドル - 家族: 39,397米ドル - 性別 - 男性: 27,280米ドル - 女性: 21,834米ドル - 人口1人あたり収入: 17,382米ドル - 貧困線以下 - 対人口: 15.8% - 対家族数: 12.5% - 18歳未満: 23.8% - 65歳以上: 12.5% |

2000年から2007年の間に国内回遊率が10.5%から1.9%に減った。収入額が9.5%減り、貧困率は15.8%から26.7%に増加した。

## 経済

### 主要雇用主
アシュボロ市の2011年包括的財務報告書に拠れば、郡内の主要雇用主は次の通りである。
| 順位 | 雇用主                   | 従業員数 |
| ---- | ------------------------ | -------- |
| 1    | ランドルフ病院           | 1,224    |
| 2    | クラウスナー             | 927      |
| 3    | テレフレックス           | 774      |
| 4    | ウォルマート             | 690      |
| 5    | エバレディ・バッテリー社 | 734      |
| 6    | アシュボロ市教育学区     | 670      |
| 7    | テクニマーク             | 650      |
| 8    | アクメ・マクラリー       | 615      |
| 9    | アシュボロ市             | 410      |
| 10   | ヒョースン（曉星）       | 318      |

2012年10月、ヒョースンUSAがアシュボロ・ワイア工場の閉鎖を発表し、310人分の仕事が失われた。この工場はグッドイヤーが建設し、2011年にヒョースンが買収し、自動車やトラックのタイヤに使用するワイアを作っていた。

### 小売業
ランドルフ・モールは1982年にオープンした屋内型ショッピングモールである。

## スポーツ
- 木製バット大学夏季野球リーグであるコースタル・プレーンリーグに属するアシュボロ・カッパーヘッズがアシュボロを本拠地にしている。マクラリー・パークが球場である。1999年シーズンにプレイ開始した。
- キャラウェイ・スピードウェイはウェレン・サザン・モディファイド・ツアーに使われている。全長0.455マイル (732 m) アスファルト舗装楕円コースであり、デイル・アーンハート、リチャード・ペティ、カイル・ペティなどストックカー・レースの著名ドライバーがこのトラックを褒めている。

## 交通
アシュボロはアメリカ国道220号線と州間高速道路73号線/74号線の交差点にあり、州間高速道路74号線は北のグリーンズボロとを繋いでいる。アメリカ国道64号線で東のローリーと、ノースカロライナ州道49号線で南西のシャーロットと繋がっている。
アシュボロ地域空港は市の一般用途空港である。定期便のある最寄りの空港はグリーンズボロ市にあるピードモント・トライアド国際空港である。

## 教育
アシュボロ市教育学区が市内の公立学校を運営している。
ランドルフ郡教育学区も市内にその本部を置いている。